# Paradoliopsis harbisoni
Paradoliopsis harbisoni är en ryggsträngsdjursart som beskrevs av Godeaux 1996. Paradoliopsis harbisoni ingår i släktet Paradoliopsis och familjen Paradoliopsidae. Inga underarter finns listade i Catalogue of Life.